# Enmesarraa
En Acadia y Babilonia (Mesopotamia), Enmesarraa fue un dios de las leyes. De acuerdo a algunos textos el controlaba el ME, o "leyes divinas del ME".